# John Fitzpatrick
Pour les articles homonymes, voir Fitzpatrick.
Ne doit pas être confondu avec John W. Fitzpatrick.
John Fitzpatrick, né le 9 juin 1943 à Birmingham, est un ancien pilote automobile britannique. Il a remporté un grand nombre de victoires au volant de voiture de tourisme, de grand tourisme et de prototypes d'endurance.

## Biographie
Il est le fils d'un industriel en groupes frigorifiques pour camions.
Pour ses 17 ans, son père lui offre une Mini 850. Sa carrière en compétition démarre en fin d'année 1961 avec le Shenston Motor Club, souvent lors de rallyes régionaux, puis il participe en 1963 à la victoire au Championnat des Clubs BRDC 500 avec l'Austin Mini. Il est engagé comme pilote d'usine Mini-Cooper en 1964 (terminant 4e des 3 Heures de Mallaury Park la même année), conduisant des voitures de la marque jusqu'en 1966. Il s'essaie ensuite sur des Ferrari 250 LM et Porsche 911, franchissant le pas des Prototypes en 1968 (2e des 6 Heures de Barcelone avec une 910), tout en continuant d'évoluer régulièrement sur des Ford Escort jusqu'en 1972 (2e des 6 Heures de Brands Hatch tourisme en 1969), le team Ford de Cologne lui faisant effectuer une saison complète en ETCC en 1971 (2 victoires), ses deux dernières courses sur l'Escort se disputant à Daytona et Sebring avec le rallyman John Buffum. Courant 1972 il alterne désormais les conduites en BMW et Porsche, jusqu'en 1976, avec un intermède régulier sur Ford Capri (RS 2600) durant sa deuxième moitié de saison 1973. Quelques incursions en DRM commencent en 1977 (jusqu'à sa fin de carrière), avant que le championnat GT de l'International Motor Sports Association ne lui rapporte 15 victoires de 1980 à 1983.
Son activité au volant s'achève plus de vingt ans après ses débuts, en octobre 1983 par une 4e place aux 1 000 kilomètres de Mugello, alors que Rolf Stommelen membre de l'équipe  John Fitzpatrick Racing (créée en 1981) est décédé au mois d'avril de la même année. 
Il garde la fonction de Directeur de son écurie jusqu'en 1986, et de 1992 à 2000 il fait office de superviseur et de secrétaire pour les clubs de course des pilotes britanniques, les British Racing Driver Clubs.

## Palmarès
(11 victoires en endurance pure)
- vice-champion du BRSCC[1] (saloon cars) en 1964 (derrière Jim Clark) et 1967 (3e en 1970)
- Vainqueur du Championnat britannique des voitures de tourisme (BRSCC) en 1966 sur Ford Anglia de classe A avec le team Broadspeed (6 victoires de classe A en 8 courses)[2]
- Vainqueur à l'Austria-Trophäe Salzburgring et aux 4 Heures de Jarama en 1971, puis aux 300 kilomètres et aux 6 Heures du Nürburgring en 1972, encore aux 4 Heures de Salzburgring en 1973 et 1975, puis aux 4 Heures du Mugello en 1978, et enfin aux 500 kilomètres de Donington en 1983 (ETCC, soit 8 victoires)
- Vainqueur du Championnat d'Europe GT sur Porsche 911 du Kremer Racing en 1972 (victoires à Nürburgring, Hockenheim, Monza et Estoril) et 1974 (victoires à Zeltweg, Hockenheim et Pergusa), puis une dernière victoire au Norisring en 1975 (soit 7 victoires en Euro GT)
- Vainqueur de la Porsche Cup en 1972, 1974 et 1980
- 2e des 24 Heures de Spa en 1973
- Vainqueur de la catégorie GTS des 24 Heures du Mans en 1975
- Vainqueur des 24 Heures de Daytona en 1976[3]
- Vainqueur du Bathurst 1000 en 1976 (2e en 1981)
- Vainqueur des 1 000 kilomètres de Silverstone en 1976 et 1979
- Vainqueur des 6 Heures de Hockenheim en 1977
- Vainqueur des 6 Heures de Mugello en 1978 (désormais avec le Gelo Racing Team) et 1979
- Vainqueur de l'ADAC Trophy Zandvoort en 1978 (DRM: autres courses gagnées en 1980 au Norisring, à Zolder et à Hockenheim avec Kremer Racing)
- Vainqueur des 6 Heures de Watkins Glen en 1978 (nb: Porsche Champion du monde des voitures de sport 1978)
- Vainqueur des 1 000 kilomètres du Nürburgring en 1979
- Vainqueur du Championnat IMSA GT en 1980 (unique saison avec le Dick Barbour Racing; 3e du championnat en 1981 et 1982)
- Vainqueur IMSA GT en 1980 des 12 Heures de Sebring, 5 Heures de Riverside, 100 miles de Laguna Seca, 250 miles de Daytona, 100 miles Golden State, 100 miles de Portland, 6 Heures de Mosport et 50 miles Road Atlanta course 1 (8 victoires)
- Vainqueur de la catégorie IMSA des 24 Heures du Mans en 1980 et 1982
- 2e du challenge mondial des pilotes d'endurance en 1980[4]
- Vainqueur IMSA GT en 1981 aux 100 miles Road Atlanta et 6 Heures de Riverside (désormais team personnel)
- Vainqueur IMSA GT en 1982 aux 100 miles du Mid-Ohio, 1 Heure de Lime Rock, 500 miles Road America et 6 Heures du Mid-Ohio
- Vainqueur IMSA GT en 1983 aux 6 Heures de Riverside
- Vainqueur CanAm en 1983 à Road America
- Vainqueur des 1 000 kilomètres de Brands Hatch en 1983

## Résultats aux 24 Heures du Mans
| Année | Voiture                    | Équipe                       | Équipiers                                          | Résultat                             |
| ----- | -------------------------- | ---------------------------- | -------------------------------------------------- | ------------------------------------ |
| 1972  | Porsche 911S               | Porsche Kremer Racing Team   | Erwin Kremer (de)                                  | Abandon                              |
| 1973  | Ford Capri RS              | Ford Motorwerke              | Dieter Glemser / Hans Heyer                        | Abandon                              |
| 1975  | Porsche 911 Carrera RSR    | Gelo Racing Team             | Gijs van Lennep / Manfred Schurti / Toine Hezemans | 5e et vainqueur de la catégorie GTS  |
| 1976  | BMW 3.5CSL                 | Hermetite Productions Ltd.   | Tom Walkinshaw                                     | Abandon                              |
| 1977  | Porsche 935 K2             | Porsche Kremer Racing        | Guy Edwards / Nick Faure                           | Abandon                              |
| 1978  | Porsche 935/77             | Weisberg Gelo Racing Team    | Toine Hezemans                                     | Abandon                              |
| 1979  | Porsche 935                | Gelo Racing Sportswear Intl. | Harald Grohs / Jean-Louis Lafosse                  | Abandon                              |
| 1980  | Porsche 935 K3             | Dick Barbour Racing          | Brian Redman / Dick Barbour                        | 5e et vainqueur de la catégorie IMSA |
| 1982  | Porsche 935/78 "Moby Dick" | John Fitzpatrick Racing      | David Hobbs                                        | 4e et vainqueur de la catégorie IMSA |
| 1983  | Porsche 956                | John Fitzpatrick Racing      | Guy Edwards / Rupert Keegan                        | 5e                                   |

## Galerie d'images

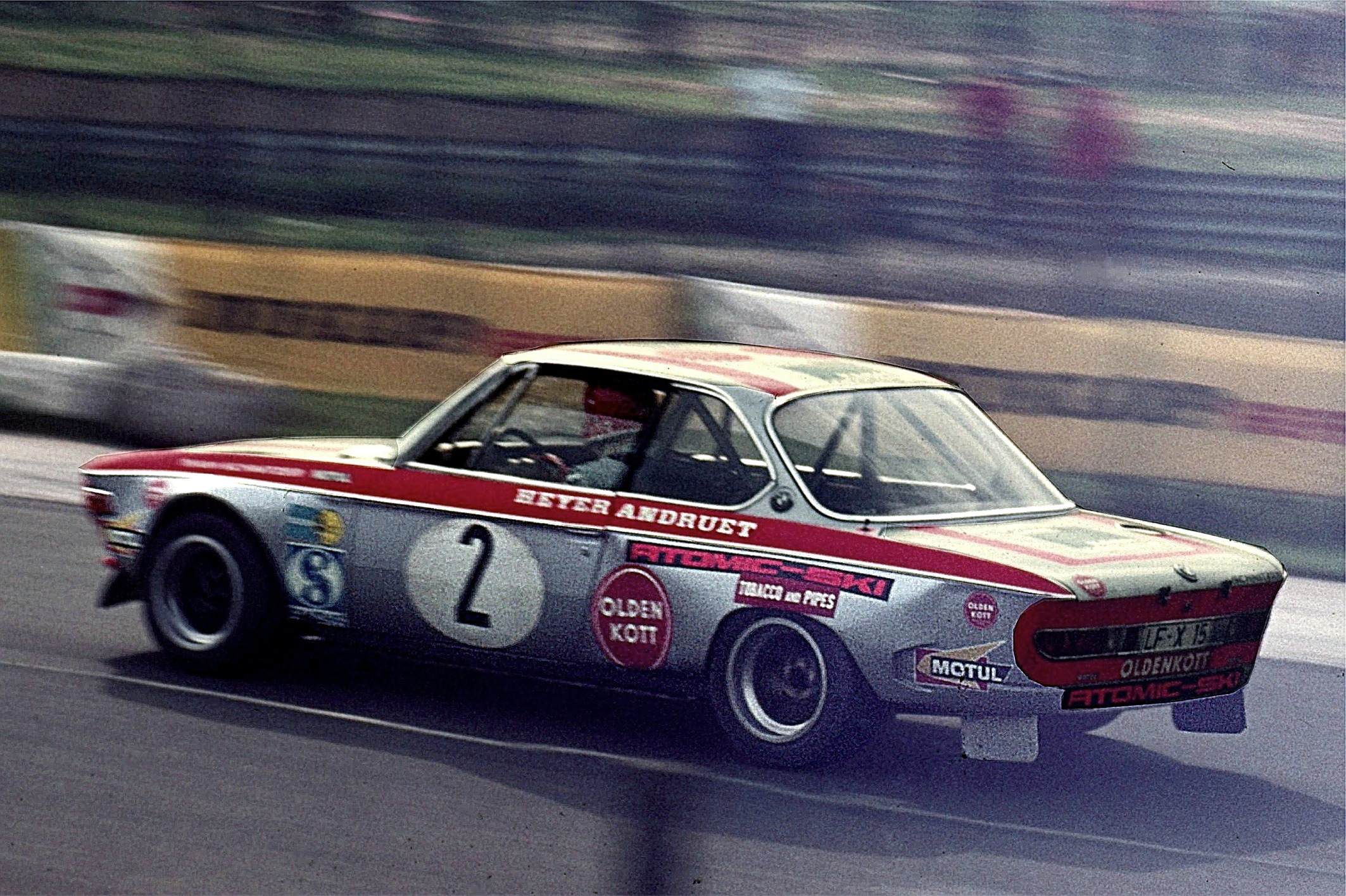
La BMW 2800 CS de Fitzpatrick aux 6 Heures du Nürburgring en 1972 (Tourisme);
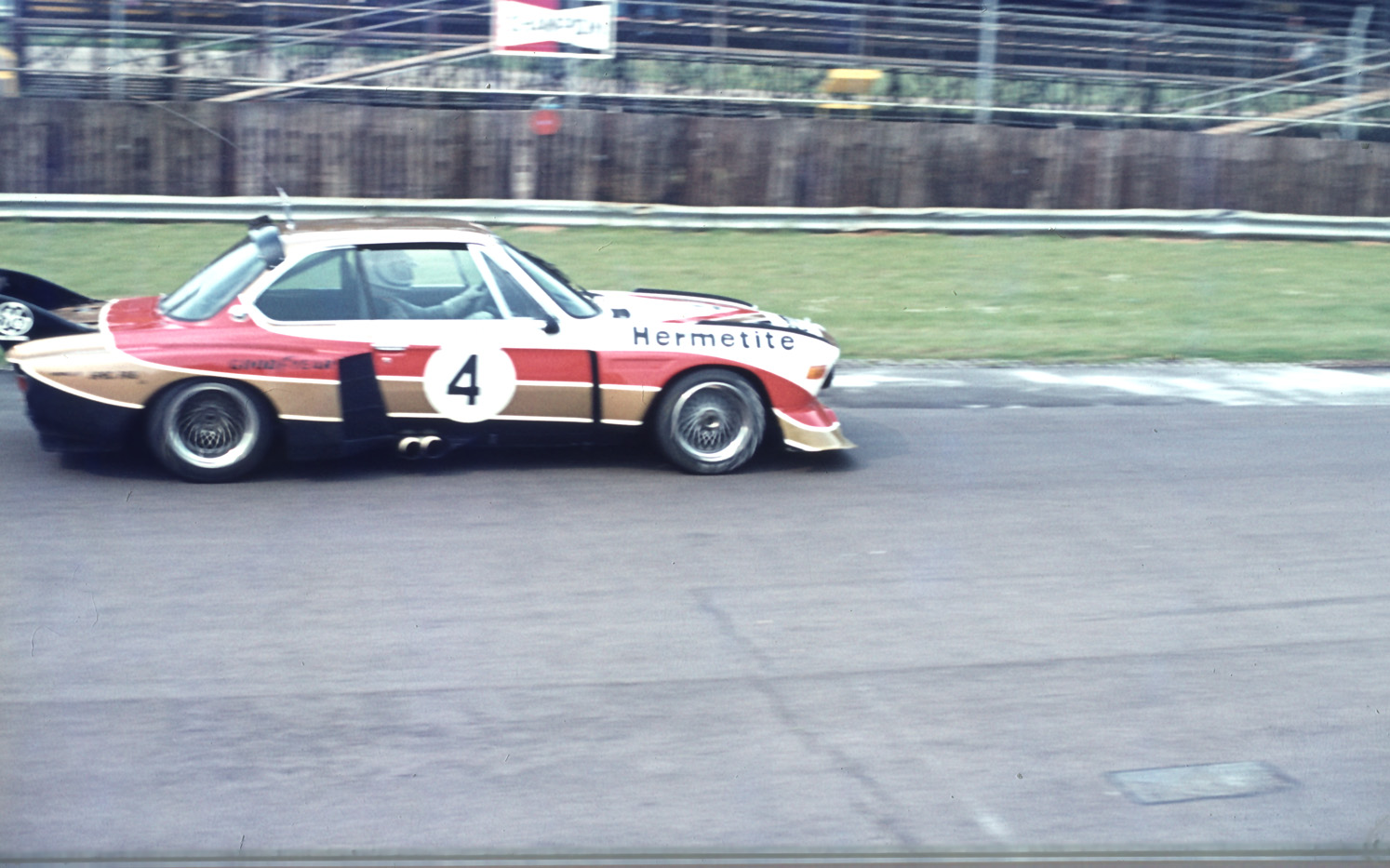
Fitzpatrick et Tom Walkinshaw remportant les 6 Heures de Silverstone, en 1976 sur BMW 3.5 CSL;
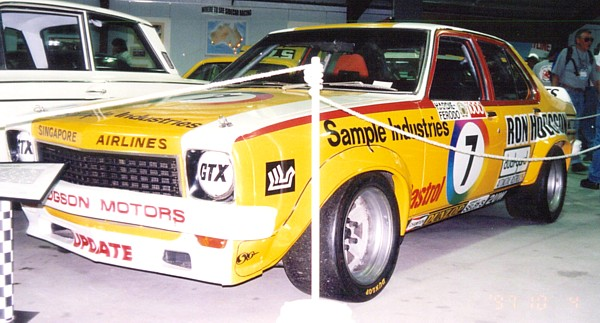
La Holden LH Torana L34 de Fitzpatrick et Bob Morris, victorieuse du Bathurst 1000 en 1976;
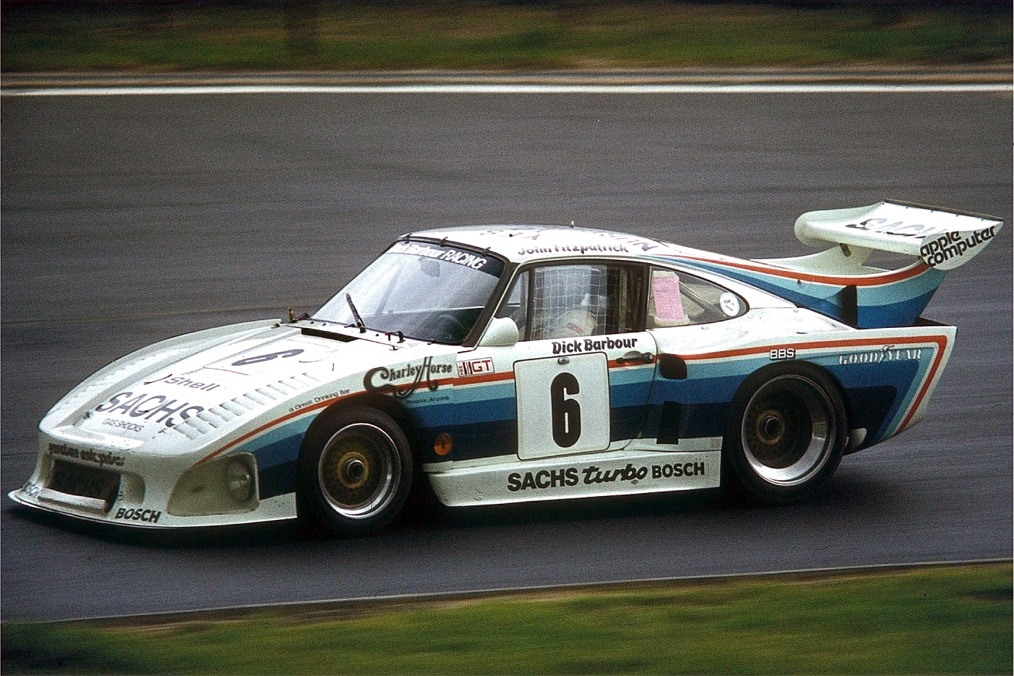
La Porsche 935 de Fitzpatrick / Barbour / Plankenhornthumb, deuxièmes aux 1 000 kilomètres du Nürburgring en 1980;
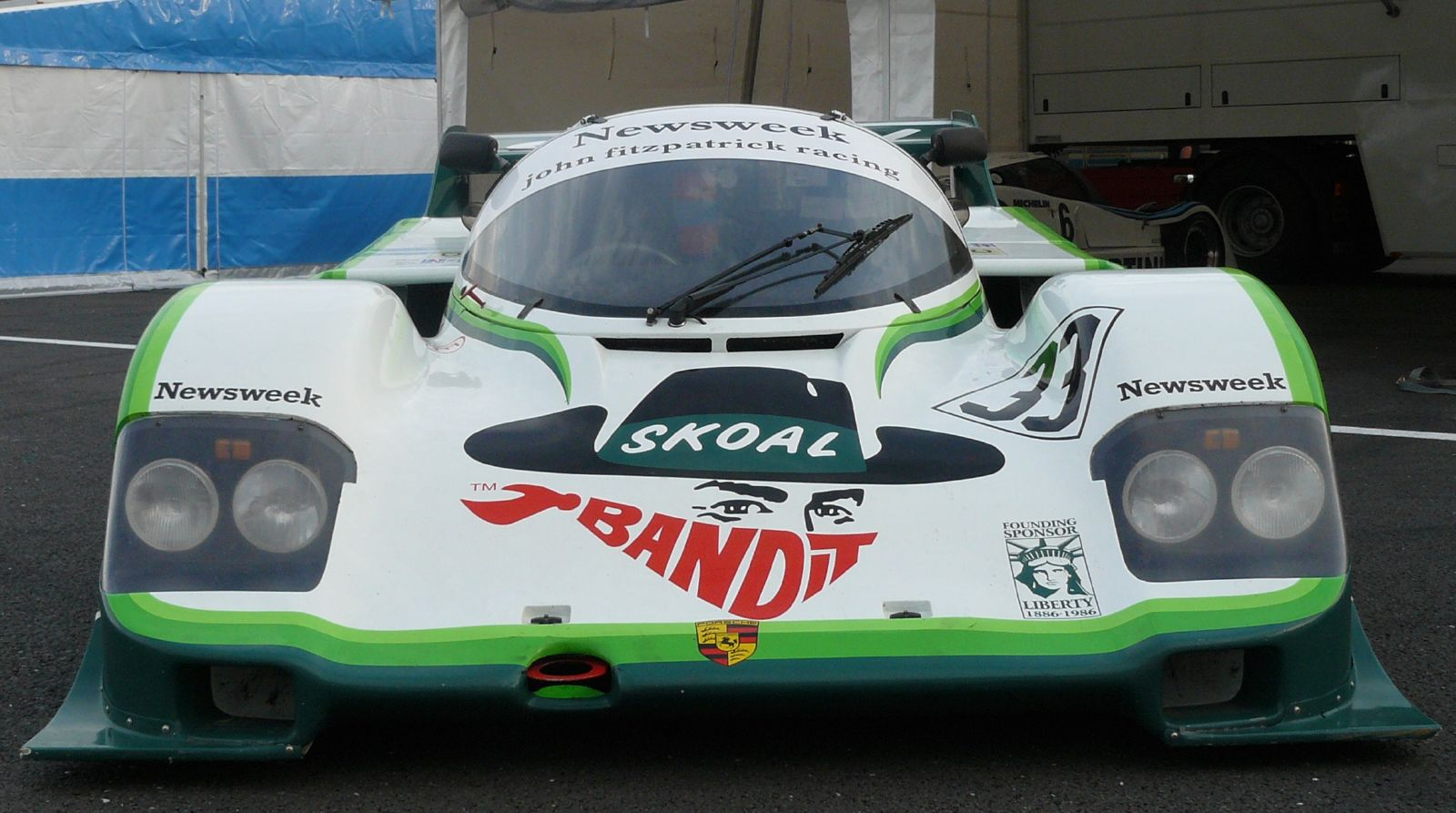
Une Porsche 956 du John Fitzpatrick Racing, en 1983.